# 加加速度
加加速度，又称變加速度、急动度、衝動度、跃度（英語：Jerk），是描述加速度变化快慢的物理量。加加速度是由加速度的变化量和时间决定的。

## 公式
加加速度可由以下公式求出：
{\displaystyle {\vec {j}}={\frac {\mathrm {d} {\vec {a}}}{\mathrm {d} t}}={\frac {\mathrm {d} ^{2}{\vec {v}}}{\mathrm {d} t^{2}}}={\frac {\mathrm {d} ^{3}{\vec {r}}}{\mathrm {d} t^{3}}}}
其中：
{\displaystyle {\vec {a}},\ {\vec {v}},\ {\vec {r}},\ t}分别是加速度、速度、位移和时间。
急动度是向量，一般不描述急动度的数量大小。
国际单位制中，急动度的单位是公尺每秒三次方（{\displaystyle \ \mathrm {m\cdot s^{-3}} } 或 {\displaystyle \ \mathrm {m/s^{3}} }）。急动度的符号没有一般共识，但大多使用 j 。

## 主要应用
在經典的物理问题中只涉及到速度、加速度的讨论，急动度较少被用到。这可能是由于急动度的物理意义不太直观，不具有专门讨论的必要；或是由于牛頓力學建構時所針對的天體加速度变化近似於0，从而急动度对天體问题影响较小。但仍然有一些问题需要用到急动度这一概念。
在工程学中经常需要用到急动度，特别是在交通工具设计以及材料等问题。交通工具在加速时将使乘客产生不适感，这种不适感不仅来自于加速度，也与急动度有关。在这种情况中，加速度反应人体器官在加速度運動時感受到的力（见牛頓第二定律），急动度则反应这作用力的变化快慢。较大的急动度将会使人体产生相当的不适感，例如在电梯升降，汽车、火车等加速和转弯的过程中（在这些情况中加速度和急动度的效应一般会同时存在）。因而在设计交通工具时急动度是必须考虑的因素。对于材料，急动度相当于一种“柔性碰撞”，会使材料产生疲劳，在机械设计和高层建筑的抗风、抗震设计中需要考虑到加加速度。
在物理学的混沌理论和非线性动力学中，急动度也有一定应用。

## 書籍
- Sprott, Julien Clinton. . 牛津大学出版社. 2003. ISBN 0-19-850839-5. ISBN 978-0-19-850839-7.